# Alexander Bastidas
Alexander José Bastidas Rodriguez (* 15. September 1983 in Venezuela) ist ein venezolanischer Inline-Speedskater.

## Leben
Alexander Bastidas ist ausgebildeter Fitness-Trainer und Trainer für Inline-Skating mit Trainerlizenz B (Leistungssport) vom DOSB. 
Er bzw. seine Familie haben eine Speedskate-Schule in Berlin (Deutschland), Caracas (Venezuela) und in Lima (Peru).
2003 wurde er zum ersten Mal Weltmeister mit der Staffel. Dies war die erste Weltmeisterschaft, die Venezuela im Inline-Speedskating gewann. Er ist mehrfacher Nationaler Meister. Seit 2016 lebt Alexander Bastidas in Berlin. Er eröffnete hier 2017 seine dritte Speedskate-Schule Roller A3 Germany. Seit 2017 ist Alexander Bastidas Berliner Meister im Speedskating auf der Halbmarathondistanz. Im Juni 2018 wurde er zum ersten Mal Deutscher Meister auf der Halbmarathon-Distanz – seither verteidigte er diesen Titel ohne Unterbrechung. 2021 wurde er zum ersten Mal Deutscher Meister auf der Marathon-Distanz. Er gewann seitdem diesen Titel jedes Jahr erneut.  Im Oktober 2019 wurde er Vater von zwei Kindern. 

## Palmarès
- Weltmeisterschaften:
  - WM 2003:  5000 m Staffel (Bahn, für Venezuela), 8. Platz 10.000 m[1]
  - WM 2007: 10. Platz 15.000 m, 9. Platz 3000 m Relay Road
  - WM 2008:  10.000 m Punkte (Straße), 8. Platz 20.000 m Ausscheidung[2][3]
  - WM 2009 in Haining, China: Dritter, Gesamtrangliste Straße, 8. Platz 1000 m Track, 5. Platz Ausscheidung, 8. Platz 10.000 m Road Point Race
  - WM 2019 in Barcelona: 14. Platz im Open Marathon (Straße)
  - WM 2024 in Italien:  Marathon AK 50
- Kontinentalmeisterschaften:
  - Zentralamerika- und Karibikspiele – CAC’06:  15.000 m Ausscheidung,  Marathon, 4. Platz 10.000 m, 5. Platz 5000 m, 4. Platz 20.000 m[4];
  - I Clubs Championship Cuenca (Ecuador):  15.000 Ausscheidung,  10.000 Ausscheidung,  300 m Track,  500 m Road,  200 m Road,
  - CAC’10:  20.000 m Ausscheidung,  15.000 m Ausscheidung,  3000 m Relay Track[5]
  - Juegos Bolivarianos – JB’13:  Marathon[6]
- Nationale Meisterschaften Venezuela:
  - Meister: 1997, 1999, 2005, 2007, 2011
- Nationale Meisterschaften Deutschland:
  - Meister: 2018, 2019, 2021, 2022, 2023, 2024
- Berliner Meisterschaften
  - Meister: 2017, 2018
- Rennserien:
  - Conocur CupSantiago de Chile:  10.000 m Ausscheidung,  15.000 m Ausscheidung,  1000 m Track
  - World-Inline-Cup – WIC’08:  55 km Rennes (France), 9. Platz 35 km Incheon (Korea), 7. Platz 45 km Zürich (Schweiz),  Berlin Halfmarathon Coni XRace[7][8], 2010 Zweiter[9]
  - Skate Cup Cartengena-Columbia:  15.000 Ausscheidung, 5. Platz Points Race Road, 6. Platz Marathon
  - German-Inline-Cup – GIC’09: Platz 4 Halbmarathon Berlin,[10]
  - World-Inline-Cup 2009:  42 km von Koblenz,  10.000 Road Point Race Margarita (Venezuela)
  - Swiss Inline Cup 2009: 5. Platz Einsiedeln (18 km)
  - World-Inline-Cup 2010:  Halbmarathon XRace Berlin, 6. Platz Berlin-Marathon[11]
  - GIC’10:  Gesamtrangliste,  Marathon Koblenz,  Halbmarathon Geisingen,  Köln Marathon[12][13][14]
  - World-Inline-Cup 2011:  10.000 m Point Race Track Geisingen, 5. Platz Marathon Dijon (France), 6. Platz Ostrava (Tschechien)
  - WIC Ostrava: 2013 Dritter[15]
  - German-Inline-Cup 2013:  Ostrava (Tschechien), 5. Platz Halbmarathon Berlin (XRace), 6. Platz Dijon, 7. Platz Berlin-Marathon
  - Europacup 2013 Geisingen: 5. Platz 15.000 Ausscheidung, 6. Platz 10.000 Road Point Race
  - German-Inline-Cup 2015: 8. Platz 15.000 (Geisingen)
  - German-Inline-Cup 2016:  36. Halbmarathon Berlin[16], LifeInLine Halbmarathon Prag
  - World-Inline-Cup – WIC’16: 4. Platz (Incheon),  Prag
  - German-Inline-Cup 2017: 6. Platz (Berlin),  (Hamburg),  (Salzburg),  (Prag),  im Overall-Ranking 2017
  - World-Inline-Cup – WIC’17: 11. Platz (Incheon), 10. Platz in Dijon,  Ostrava, 4. Platz (Harbin), 5. Platz im Overall-Ranking 2017
  - World-Inline-Cup – WIC’18: 8. Platz (Valencia); 8. Platz (Rennes), 9. Platz (Dijon), 5. Platz (Ostrava), 5. Platz (China), 4. Platz Overall-Ranking 2018
  - German-Inline-Cup 2018: 4. Platz (Berlin),  Hamburg,  Salzburg,  Prag,  Overall-Ranking 2018
  - German-Inline-Cup 2019: 4. Platz (Berlin),  Hamburg,  Salzburg;  Overall-Ranking 2019
  - World-Inline-Cup – WIC’19:  (Ostrava); 5. Platz Harbin (China)
  - German-Inline-Cup 2022: 5. Platz (Berlin)
  - German-Inline-Cup 2023: 5. Platz (Berlin), Hamburg, 9. Platz (Berlin)
  - German-Inline-Cup 2024:  (Berlin), Hamburg,  Salzburg
- Weitere Rennen:
  - Grand Prix Padova (italienisch) 2008:  10.000 m Points Race Road, 4. Platz 200 m, 5. Platz Marathon
  - Midnight Challenge Switzerland 2008: 
  - IV International Open Cali (Columbia) 2007:  Marathon, 4. Platz 10.000 Point Race Road
  - Rund um den Finanzplatz Eschborn-Frankfurt: 2009 [17]
  - German Blade Challenge Kassel 2009:  Halbmarathon
  - Marathon Tallinn (Estonia) 2011: 
  - Pärnu Marathon Estonia 2011:  Marathon,  Halbmarathon
  - Trophée des 3 Pistes (France): 8. Gesamtplatzierung, 5. Platz 15.000 Ausscheidung, 10. Platz 5000 Road
  - Bolivarian Games Trujillo (Peru) 2013:  Marathon
  - Rapla Marathon Estonia 2013:  Marathon
  - Swiss Tour Engadin 2015:  Marathon
  - Coupe de France Marathon Roller 2015: 4. Platz (Marathon Lyon)
  - 42. Berlin-Marathon 2015: 8. Platz
  - 10. Rhein-Main Challenge 2016:  Marathon
  - 33. Rhein-Ruhr Marathon 2016:  Marathon
  - Berliner Firmenlauf (IKK BB Firmenlauf) 2016:  5500 m Road Race
  - 1. Skate-Marathon Roller A3, Caracas (VEN):  Halbmarathondistanz,  Marathondistanz
  - 3. Skate-Marathon Aragua Maracay (VEN):  Marathondistanz
  - 1er Grand Prix Marathon in Barinas (VEN):  Marathondistanz
  - Valencia Marathon Venezuela:  Marathondistanz
  - Swiss Tour 2016:  150 m Engadin Sprint,  Engadin Inline Marathon
  - Leipzig-Marathon 2017:  Halbmarathondistanz
  - Spreewald-Marathon 2017:  Marathondistanz
  - Europamarathon Görlitz:  Marathondistanz
  - Berliner Firmenlauf 2017: 4. Platz 5500 m Road Race
  - Lausitzer Seenland 100:  Einzelzeitfahren Skate 10 km,  Skate-Marathon,  21 km Bike/Run
  - Berlin City Night 2017:  Skate 10 km
  - X-Race 2017 / Berliner Meisterschaft Speedskating:  Halbmarathon
  - Spreewald-Marathon 2018:  Marathondistanz
  - Leipzig-Marathon 2018:  Halbmarathondistanz
  - Maratón Martin Fiz Vitoria (Spain): 4. Platz
  - Lausitz-Marathon Klettwitz:  Skate-Marathon
  - Rhein-Ruhr-Marathon Duisburg:  Skate-Marathon
  - Deutsche Meisterschaften Halbmarathon: 
  - Berlin City Night 2018:  Skate 10 km
  - X-Race 2018 / Berliner Meisterschaft Speedskating:  Halbmarathon
  - Leipzig-Marathon 2019:  Halbmarathondistanz
  - Spreewald-Marathon 2019:  mit neuem Streckenrekord
  - Lausitz-Marathon 2019: 
  - Berlin City Night 2019:  Skate 10 km
  - X-Race 2019:  Halbmarathon
  - Lausitz-Marathon 2021:  (Zeitfahren 10 km, Halbmarathon und Marathon)
  - X-Race 2021:  Halbmarathon
  - Gurke-Marathon 2022:  (Marathon)
  - Berlin City Night 2022:  Skate 10 km
  - Gurke-Marathon 2023:  (Marathon)
  - Rhein-Ruhr-Marathon 2023:  (Marathon)
  - Berlin City Night 2023:  Skate 10 km
  - X-Race 2023:  Halbmarathon
  - Gurke-Marathon 2024:  (Marathon)
  - Rhein-Ruhr-Marathon 2024:  (Marathon)
  - Berlin City Night 2024:  Skate 10 km

## Teams
- 2008: Bont Bacata
- 2009: Zepto Skate Team
- 2010: BONT arena geisingen[18]
- 2013: Uus Maa Team
- 2016: PURE Racing-Team[19]
- 2017: pecbi.de / Cádomotus Pure Speedskating
- 2018: in-Gravity International Team
- 2019: Roller A3 (eigenes Racing-Team)
- 2024: IKKBB PURE Racing Team